# Monarcha julianae
Monarcha julianae é uma espécie de ave da família Corvidae.
É endémica da Indonésia.